# 이영훈 (정치인)

이영훈(李泳勳, 1968년 3월 1일~)은 대한민국의 정치인이다. 제24대 미추홀구청장(민선 8기)이다.

## 학력
- 동인천고등학교 (졸업)
- 인하공업전문대학 (자동차과 / 전문학사)
- 인천대학교 (체육학 / 학사)
- 인하대학교 (행정학 / 석사)

## 경력
- 21세기자동차 대표
- 2010.07 ~ 2014.03: 제6대 인천광역시 남구의회 의원
  - 2012.07 ~ 2014.03: 제6대 인천광역시 남구의회 후반기 기획행정위원회 위원장
- 2014.07 ~ 2018.03: 제7대 인천광역시의회 의원
  - 2016.07 ~ 2018.03: 제7대 인천광역시의회 후반기 기획행정위원회 위원장
- 미래통합당 인천시당 대변인
- 2022.07 ~ : 제24대 민선 8기 인천광역시 미추홀구청장

## 역대 선거 결과
|  | 30.98% |

|  | 57.05% |

|  | 30.51% |

|  | 54.73% |

| 전임 김정식 | 제24대 인천광역시 미추홀구청장(민선) 2022년 7월 1일~ |  |